# 1971 w informatyce
Kalendarium informatyczne 1971 roku
- 8 lutego – IBM zakończył produkcję komputerów IBM 1440[1].
- 14 kwietnia – ukazała się pierwsza wersja protokołu FTP opisana w RFC 114 ↓[2].
- 15 listopada – ukazał się Intel 4004 – pierwszy 4-bitowy mikroprocesor firmy Intel[3][4].
- Ray Tomlinson wysłał pierwszą wiadomość elektroniczną, zapoczątkowując tym sam erę poczty elektronicznej[5].
- Opracowano port Uniksa na nowe komputery PDP-11 firmy DEC[6].